# Tamra
Tamra (hebräisch טמרה, arabisch طمرة, DMG Ṭamra) ist eine Stadt im Nordbezirk Israels. Sie liegt in Galiläa; Haifa und Akko sind je etwa 20 Kilometer entfernt. Im Jahr 2018 hatte sie eine Bevölkerung von 33.851 Einwohnern, von denen 99,6 % arabische Israelis waren.
Wie in vielen arabischen Städten dieser Art in Israel sind ca. 70 % der Menschen unter 40 Jahre alt. Tamra hat entsprechend mit Moussa Abu Rumi einen jungen Bürgermeister und einen jungen Gemeinderat; im Gemeinderat sind fünf Parteien vertreten. Angesichts der demographischen Zusammensetzung der Bevölkerung besteht eine zentrale Aufgabe in der Schaffung eines guten Bildungsangebots; weitere wichtige politische Ziele sind die Senkung der hohen Arbeitslosenquote durch die gezielte Ansiedlung einer umweltfreundlichen Industrie, die Weiterentwicklung des Tourismus und der Ausbau der landwirtschaftlichen Fläche. Ein ehemaliger Vertreter der arabischen Minderheit im israelischen Parlament, Muhamad Kanan, lebt in Tamra.

## Persönlichkeiten
- Mohamad Abu Rumi (* 2001), Fußballspieler